# Fit-PC
 (novembre 2021).
La mise en forme du texte ne suit pas les recommandations de Wikipédia : il faut le « wikifier ».
Les points d'amélioration suivants sont les cas les plus fréquents. Le détail des points à revoir est peut-être précisé sur la page de discussion.
- Les titres sont pré-formatés par le logiciel. Ils ne sont ni en capitales, ni en gras.
- Le texte ne doit pas être écrit en capitales (les noms de famille non plus), ni en gras, ni en italique, ni en « petit »…
- Le gras n'est utilisé que pour surligner le titre de l'article dans l'introduction, une seule fois.
- L'italique est rarement utilisé : mots en langue étrangère, titres d'œuvres, noms de bateaux, etc.
- Les citations ne sont pas en italique mais en corps de texte normal. Elles sont entourées par des guillemets français : « et ».
- Les listes à puces sont à éviter, des paragraphes rédigés étant largement préférés. Les tableaux sont à réserver à la présentation de données structurées (résultats, etc.).
- Les appels de note de bas de page (petits chiffres en exposant, introduits par l'outil «  Source ») sont à placer entre la fin de phrase et le point final[comme ça].
- Les liens internes (vers d'autres articles de Wikipédia) sont à choisir avec parcimonie. Créez des liens vers des articles approfondissant le sujet. Les termes génériques sans rapport avec le sujet sont à éviter, ainsi que les répétitions de liens vers un même terme.
- Les liens externes sont à placer uniquement dans une section « Liens externes », à la fin de l'article. Ces liens sont à choisir avec parcimonie suivant les règles définies. Si un lien sert de source à l'article, son insertion dans le texte est à faire par les notes de bas de page.
- La présentation des références doit suivre les conventions bibliographiques. Il est recommandé d'utiliser les modèles {{Ouvrage}}, {{Chapitre}}, {{Article}}, {{Lien web}} et/ou {{Bibliographie}}. Le mode d'édition visuel peut mettre en forme automatiquement les références.
- Insérer une infobox (cadre d'informations à droite) n'est pas obligatoire pour parachever la mise en page.

Pour une aide détaillée, merci de consulter Aide:Wikification.
Si vous pensez que ces points ont été résolus, vous pouvez retirer ce bandeau et améliorer la mise en forme d'un autre article.
 (novembre 2021).
Le fit-PC est un petit ordinateur de type nettop léger et sans ventilateur fabriqué par la société israélienne CompuLab.
De nombreux modèles fit-PC sont disponibles. fit-PC 1.0 a été introduit en juillet 2007, fit-PC Slim a été introduit en septembre 2008, fit-PC 2 a été introduit en mai 2009, fit-PC 3 a été introduit début 2012 et fit-PC 4 a été introduit au printemps 2014. L' appareil est économe en énergie (fit-PC 1 avait une consommation d'environ 5 W) et donc considéré[Par qui ?] pour être un projet informatique vert, capable d'utiliser des logiciels open source et de créer un minimum de déchets électroniques (e-waste),,.

## Modèles actuels

### fit-PC2
Le 19 février 2009, Compulab a annoncé le fit-PC2, qui est « une mise à niveau majeure de la gamme de produits fit-PC ». Les spécifications détaillées du fit-PC2 incluent un processeur Intel Atom Z5xx Silverthorne (1.1/1.6/2.0 GHz), jusqu'à 2 Go de RAM, 160 Go de disque dur SATA, GigaBit LAN et plus encore. Le fit-PC2 est également capable de lire des vidéos HD. Sa consommation électrique déclarée n'est que de 6W, et selon le fabricant, il économise 96% de l'énergie utilisée par un ordinateur de bureau standard. fit-PC2 est le PC le plus économe en énergie de la liste Energy-Star. Le fit-PC2 est basé sur le GMA 500 (Graphics Media Accelerator). Malheureusement, le pilote open source inclus dans le noyau Linux 2.6.39 ne prend pas en charge la vidéo VA-API ou l'accélération OpenGL/3D. Le fit-PC2 est progressivement supprimé et remplacé par le fitlet, le fitlet a été conçu pour remplacer le révolutionnaire (et toujours populaire) CompuLab fit-PC2.

### fit-PC2i
Le 2 décembre 2009, Compulab a annoncé le fit-PC2i, une variante de fit-PC2 ciblant les applications réseau et industrielles. Fit-PC2i ajoute un deuxième port Ethernet Gbit, Wake-on-LAN, une sortie S/PDIF et un port RS232, a deux ports USB de moins et pas d'IR.

### fit-PC3
Le fit-PC3 est sorti début 2012. Voir l'article fit-PC3.

### fit-PC4
Le fit-PC4 est sorti au printemps 2014.

### fitlet
Le fitlet a été annoncé le 14 janvier 2015. Il comporte 3 variantes CPU/SoC et 5 variantes de fonctionnalités, bien que seuls 7 modèles aient été annoncés jusqu'à présent.

## Modèles obsolètes

### fit-PC Slim
Le 16 septembre 2008, Compulab a annoncé le Fit-PC Slim, qui à 11 x 10 x 3 cm est plus petit que fit-PC 1.0.

#### Matériel
fit-PC Slim utilise 500 Processeur AMD Geode LX800 MHz et 512 Mo de RAM soudée. L'ordinateur comprend une sortie VGA, un port série avec un connecteur personnalisé, Ethernet, b/g WLAN et 3 ports USB (2 sur le panneau avant). Le système dispose d'un disque dur ATA 2,5" 60 Go évolutif.

#### Logiciel
fit-PC Slim dispose d'un BIOS générique prenant en charge PXE et démarrant à partir d'un CD-ROM externe USB ou d'une clé USB. Il est pré-installé avec Windows Vista ou avec Ubuntu 8.10 ou encore Gentoo Linux 2008.0 . Windows Embedded peut également être utilisé ou pré-installé sur un FlowDrive.

#### Disponibilité
La fin de vie de fit-PC Slim a été annoncée le 19 juin 2009 avec le lancement de fit-PC2.

### fit-PC 1.0
fit-PC 1.0 est un modèle antérieur qui présente les différences suivantes
- Limité à 256 Mo de RAM
- Pas de wifi
- Ethernet 100BaseT double
- Facteur de forme plus grand - 12 × 11,6 × 4 cm
- Seulement 2 ports USB
- Le disque dur est évolutif
- Pas de bouton d'alimentation et de voyants LED
- Alimentation 5V

## Voir également
- Trim-Slice, un mini-ordinateur ARM également fabriqué par CompuLab
- PC industriel
- Centre des médias (homonymie)
- PC multimédia
- Nettop